# El eco de tu voz
«El Eco De Tu Voz» es una canción y el sencillo debut del grupo mexicano tapatío Playa Limbo, que se desprende de su álbum debut de estudio Canciones de Hotel (2007).

## Información general
La canción fue escrita por Jorge Ernesto Corrales Díaz y Ángel Baillo, como así se acredita en la página oficial de la Sociedad de Autores y Compositores de México.
La canción además fue elegida como tema de entrada del unitario de TV Azteca, La vida es una canción en 2007.